# Musée au fil du papier
Le Musée au fil du papier ou Maison de la Monnaie est à la fois le musée d'histoire de la ville de Pont-à-Mousson et un musée original consacré à la création d'objets et de mobiliers décorés de papier mâché ou de carton bouilli.

## Historique
Installé dans un ancien hôtel particulier de la renaissance, ce musée est créé en 1999 avec la volonté de présenter la riche histoire de Pont-à-Mousson et de son université (actuelle université de Nancy) ainsi que de préserver et présenter un incroyable savoir-faire : la fabrique d'objets d'art en carton-pâte ou papier mâché.
Le portail d'entrée avec ses vantaux est classé au titre des monuments historiques par arrêté du 6 novembre 1980. Les façades et les toitures, les plafonds à la française, les deux escaliers sont inscrits aux monuments historiques par arrêté du 25 novembre 1987.

## Collections

### Partie historique
Le rez-de-chaussée retrace l'histoire de la ville établie autour du pont qui en fait son symbole et de la célèbre université de Pont-à-Mousson qui contribua au rayonnement culturel de la cité durant deux siècles. D'autres salles sont dédiées à l'imagerie populaire mussipontaine et à une autre histoire prestigieuse de la ville : la fonderie Pont-à-Mousson SA.

### Collection d'objets artistiques en papier-mâché

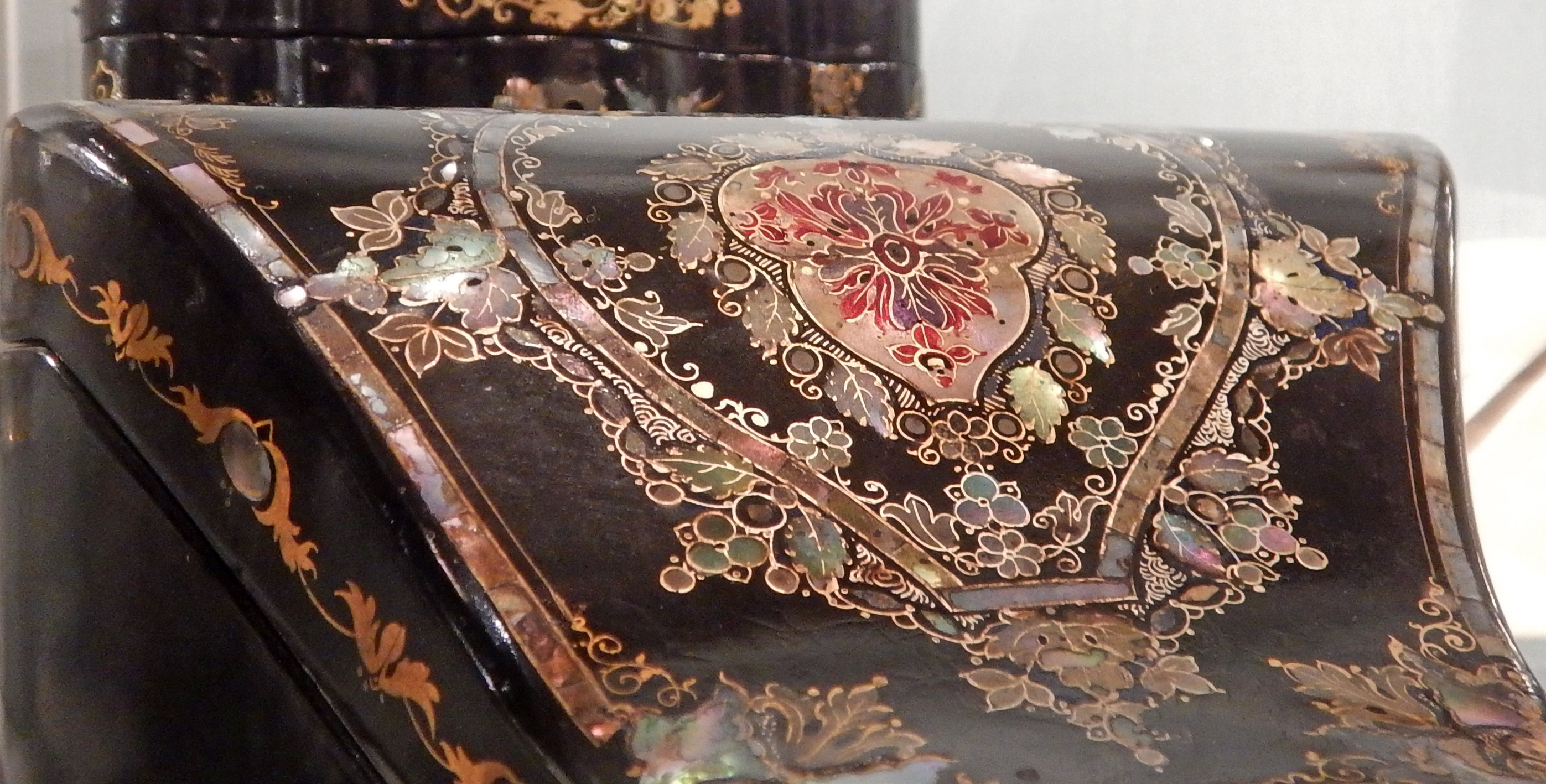
Ensemble coordonné d'éléments de table de bureau, fait de papier mâché, au décor incrusté de nacre.

Le musée présente dans les deux étages restant une riche et incroyable collection d'objets et de mobiliers d'art décorés de papier-mâché, à la mode des chinoiseries du XIXe siècle réalisé jusqu'au XXe par la firme des Frères Adt.